# Daniel Pataky
Daniel Pataky (* 24. Januar 1996 in Liverpool City) ist ein australischer Eishockeyspieler, der seit 2022 erneut bei den Sydney Ice Dogs in der Australian Ice Hockey League spielt.

## Karriere
Daniel Pataky begann seine Karriere als Eishockeyspieler bei den Reach Rebels in der East Coast Super League, einer regionalen australischen Liga, die er mit dem Klub 2014 gewinnen konnte. Von 2013 bis 2019 gehörte er zudem dem System der Sydney Ice Dogs an, für die er zunächst in Nachwuchsligen spielte, aber seit 2015 zunehmend und ab 2018 ausschließlich in der Australian Ice Hockey League auf dem Eis stand. Nachdem er seine Karriere zwischenzeitlich unterbrochen hatte, spielt er seit 2022 wieder für die Ice Dogs.

### International
Im Juniorenbereich spielte Pataky für Australien bei den U18-Weltmeisterschaften 2013 in der Division II und nach dem dort erlittenen Abstieg 2014 in der Division III, als er als bester Verteidiger zum direkten Wiederaufstieg beitrug, sowie bei den U20-Weltmeisterschaften der Division II 2014, 2015 und 2016.
Für die Herren-Nationalmannschaft stand Pataky erstmals bei der Weltmeisterschaft der Division II 2023 auf dem Eis.

## Erfolge und Auszeichnungen
- 2014 Aufstieg in die Division II, Gruppe B, bei der U18-Weltmeisterschaft der Division III, Gruppe A
- 2014 Bester Verteidiger bei der U18-Weltmeisterschaft der Division III, Gruppe A
- 2014 Gewinn der East Coast Super League mit den Reach Rebels